# Церковь Сан-Моизе
Церковь Сан-Моизе (итал. Basilica di San Moise) — церковь в стиле барокко в сестиере (районе) Сан-Марко в Венеции. Расположена недалеко от площади Сан-Марко. Рядом находился одноимённый исторический оперный театр Сан-Моизе.

## История
Согласно древним хроникам, первое здание было возведено в конце VIII века семьями Артиджери и дельи Скопарии и первоначально было посвящено святому Виктору (San Vittore). В 947 году церковь была перестроена венецианским патрицием Моизе Вальером (Moisè Valier), который пожелал посвятить её своему небесному покровителю святому Моисею.
Церковь, неоднократно становившаяся жертвой бушевавших в Венеции пожаров, была перестроена в 1105 году и полностью обновлена после пожара 1632 года на пожертвование прокуратора Винченцо Фини. Зарегистрирована как приходская в XIII веке. В XIV в. к церкви добавлена кирпичная кампанила (колокольня) с оригинальным сквозным верхним ярусом. По заказу семьи Фини церковь была перестроена в 1682 году архитектором Алессандро Треминьоном.
В 1810 году приход Сан-Моизе был упразднён указом Наполеона Бонапарта и включён в состав прихода Сан-Марко. Приход Сан-Моизе воссоздан в 1967 году, когда базилика была зарезервирована для патриаршего капитула. Его нынешняя территория включает церкви Санта-Мария-дель-Джильо (ректориальная), Сан-Фантин (викарийная) и Санта-Кроче-дельи-Армени, где совершается армяно-католический обряд.

## Архитектура
Фасад этой необычной церкви представляет собой некое подобие театральной декорации в стиле барокко, созданной с целью прославления семьи Фини. Как остроумно заметила историк искусства С. Н. Всеволожская, церковь «напоминает громоздкую шкатулку, отягчённую огромным количеством декоративных деталей. Над входом красуется воздвигнутый на нелепый обелиск скульптурный портрет Винченцо Фини; над боковыми дверями бюсты ещё двух Фини».
Перегруженный скульптурами и орнаментами фасад выполнен скульптором Генрихом Мейрингом (Энрико Меренго) и воспевает коммерческие успехи жертвователей. В центре фронтона — герб рода Фини. Первоначальная композиция была ещё более помпезной, некоторые скульптурные детали были утрачены с течением времени, а в XIX веке фасад, состояние которого внушало тревогу из-за большой нагрузки, было решено облегчить, и часть украшений и скульптур были демонтированы.
Джон Рёскин (Раскин) назвал церковь Сан-Моизе самой неуклюжей постройкой Венеции и вместе с фасадом церкви Санта-Мария-дель-Джильо определил эти создания человеческого честолюбия как «проявление наглого атеизма, поскольку они посвящены исключительно прославлению двух семей, а не Бога» («Камни Венеции», 1851—1853), а также назвал их образцом «персоналистического торжества» архитектуры венецианского барокко.
Итальянский архитектор и историк искусства Пьетро Сельватико заклеймил церковь как «кульминацию архитектурного безумия, безрассудство подлого ума, которому не хватает изобретательности распределения и гармонии в частях».

## Интерьер
Интерьер церкви представляет собой полутёмное зальное помещение с приделами и пресбитерием. Почти полностью сохранилась обстановка позднего барокко с боковыми алтарями, с «Пьетой» Антонио Коррадини 1732 года, картинами художников XVII и XVIII веков, амвоном, органным парапетом и потолочной росписью.
В нефе церкви находится могила шотландского финансиста Джона Ло. В пресбитерии — деревянные резные кресла хора, датируемые XVI веком. В капелле слева — картины «Тайная вечеря», приписываемая Пальме Младшему, и «Омовение ног» Якопо Тинторетто.
Алтарь Рождества Святой Девы Марии (по заказу Братства слепых в 1670 г.) и главный алтарь (построенный между 1685 и 1688 гг.) созданы по проектам архитектора Треминьона. Последний украшен скульптурами Генриха Мейринга (Энрико Меренго), изображающими Моисея, получающего Скрижали Завета от Бога на горе Синай. Живописный фон с ангелами принадлежит венецианскому художнику Микеланджело Морлайтеру, но был добавлен ещё позднее, в 1851 году.
В XVIII веке в церкви произошёл несчастный случай — во время грозы молния ударила в крышу церкви, электрический разряд спустился по металлическому тросу, держащему люстру над алтарём, убил священника и его помощника, которые в тот момент служили мессу.

## Произведения искусства в интерьере
- Интерьер церкви
- Алтарь Моисея. Скульптуры Г. Мейринга. 1682 (живопись добавлена в 1851 г.)
- Дж. Брузаферро. Воздвижение Креста. 1727
- С. Пиатти. Забивание камнями Святого Стефана
- П. Либери. Обретение Истинного Креста Святой Еленой
- А. Молинари. Мадонна со святыми